# Miroslav Blažević
Miroslav »Ćiro« Blažević, bosansko-hercegovsko-hrvaški nogometaš in trener, 9. februar 1935, Travnik, Kraljevina Jugoslavija, † 8. februar 2023, Zagreb.
Blažević je večji del kariere igral v jugoslovanski ligi za klube Dinamo Zagreb, FK Sarajevo, Rijeka in Hajduk Split, tri leta pa tudi za švicarski Sion.
V svoji dolgoletni trenerski karieri med letoma 1968 in 2014 je vodil švicarsko, hrvaško, iransko in bosansko-hercegovsko reprezentanco ter večje število klubov, največ na Hrvaškem in v Švici.